# William Ormston
William Anthony Ormston (datas desconhecidas) foi um ciclista britânico. Competiu na prova de tandem nos Jogos Olímpicos de 1920, em Antuérpia.
Em 1922, William Ormston foi o terceiro colocado em prova de velocidade na competição amadora do Campeonato Mundial de Ciclismo de Pista (UCI).